# Cuaba
Cuaba est une marque de cigares commercialisée depuis 1996 par la société d'état cubaine Habanos S.A. (en).

## Histoire de la marque
La marque Cuaba a été créée en 1996, dans la logique de la société Habanos S.A. (en) de diversifier l'offre de modules et de marques nouvelles.
Le nom choisi, Cuaba, outre qu'il rappelle l'origine cubaine du cigare, est tiré d'un mot taïno désignant un tison servant à allumer les cigares.
Cuaba a été créée pour redonner vie à des modules qui eurent un succès au XIXe siècle et jusque dans les années 1920, mais sont tombés en désuétude depuis, les figurado. Il fallut faire appel à un torcedor expérimenté pour former des ouvriers de la manufacture Romeo y Julieta à la technique particulière de roulage de ces cigares, effilés aux deux bouts.
Les premiers Cuaba sont commercialisés exclusivement sur le marché anglais, censé plus réceptif à ce type de cigares. Cette limitation au marché britannique ne dure cependant qu'un an.
La gamme est élargie en 2002 avec deux modules de grande taille, le Solomones et le Diademas.
La marque Cuaba ne représente que 0,5 % des exportations de cigares cubains.[Quand ?]